# کامرون ای. موریسون
کامرون ای. موریسون (به انگلیسی: Cameron A. Morrison) سناتور سابق عضو حزب دموکرات ایالات متحده آمریکا بود. وی در سال ۱۹۳۰ تا ۱۹۳۲ میلادی سناتور ایالت کارولینای شمالی در سنای ایالات متحده آمریکا بود.